# Пищалово (Сухиницький район)
Пищалово (рос. Пищалово) — присілок в Сухиницькому районі Калузької області Російської Федерації.
Населення становить 6 осіб. Входить до складу муніципального утворення Присілок Бордуково.

## Історія
Від 2004 року входить до складу муніципального утворення Присілок Бордуково

## Населення
| 2002 | 2010 |
| ---- | ---- |
| 14   | ↘6   |